# Necrópole

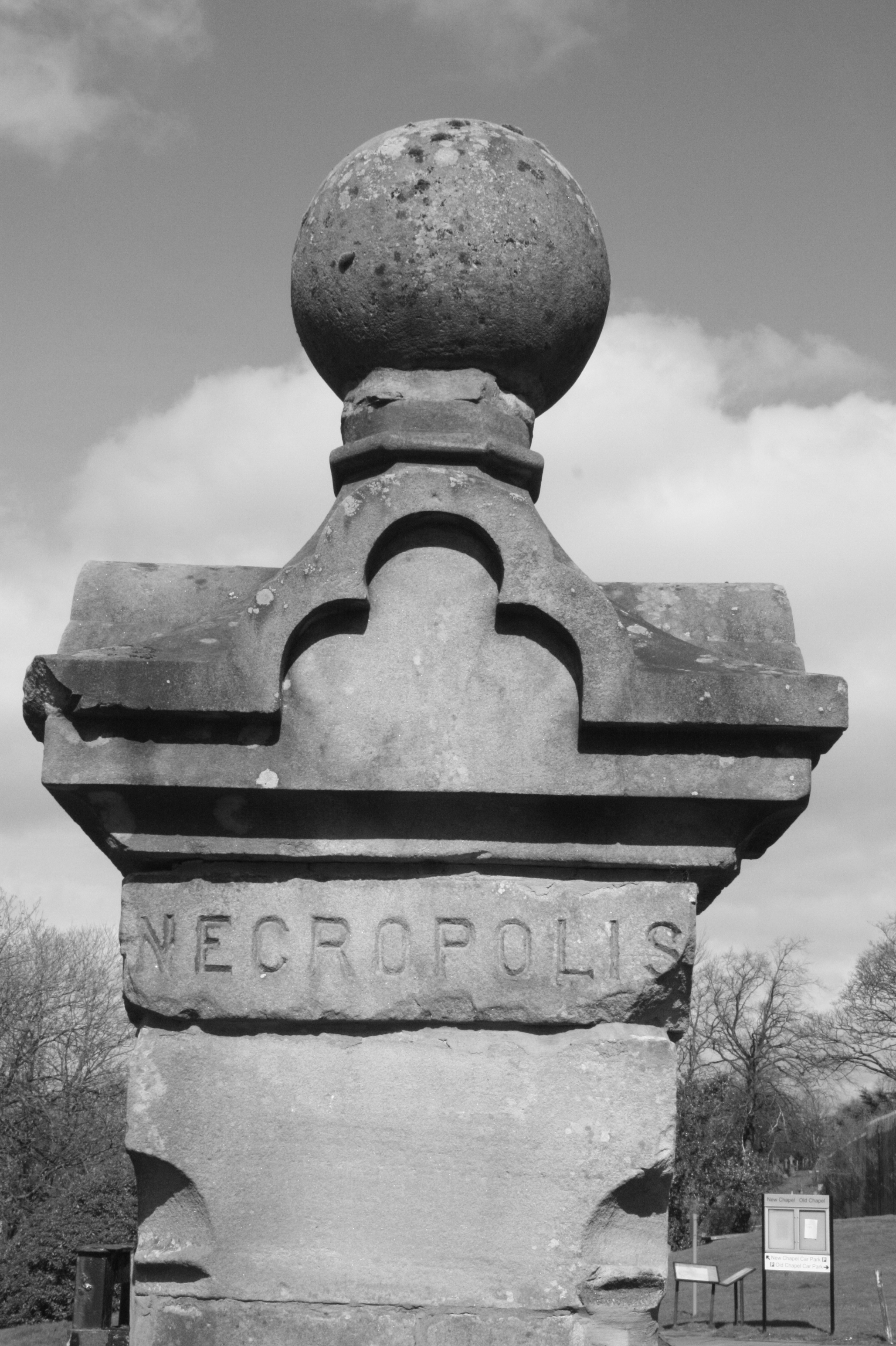
O portão na entrada da Necrópole Ocidental em Glasgow.

A necrópole (\'nəˈkrɔpul(ə)'\, do grego antigo "νεκρόπολις"; romaniz "nekropolis": "cidade dos mortos") é um grande cemitério e projetado com monumentos de túmulos elaborados. 
O termo geralmente implica um local de sepultamento separado e a distância de uma cidade, em oposição aos túmulos dentro das cidades, que eram comuns em vários lugares e períodos da história. Eles são diferentes dos campos de sepultura, que não possuíam estruturas ou marcadores acima do solo. Embora a palavra seja mais comumente usada para locais antigos, o nome foi revivido no início do século XIX e aplicado a cemitérios urbanos planejados, como a Necrópole de Glasgow.

## Etimologia
O termo "necrópole" deriva do grego antigo "νεκρόπολις", que foi romanizado como "nekropolis", que significa literalmente "cidade dos mortos" ou "cemitério". Na arqueologia representa um local subterrâneo onde alguns povos da antiguidade guardavam os mortos.

## Antiguidade

### Egito

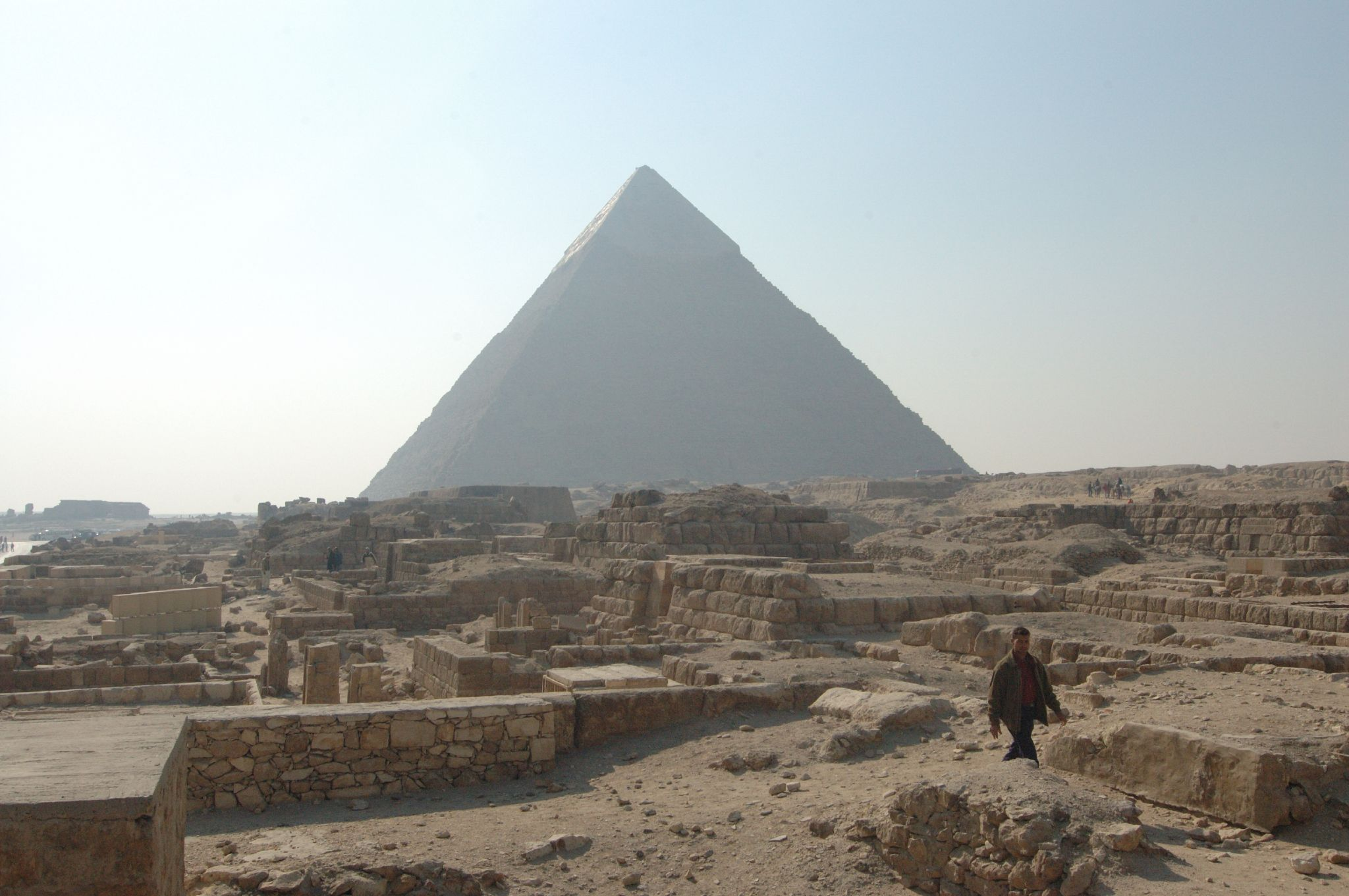
Mastabas na Necrópole de Gizé com a Pirâmide de Quéfren ao fundo

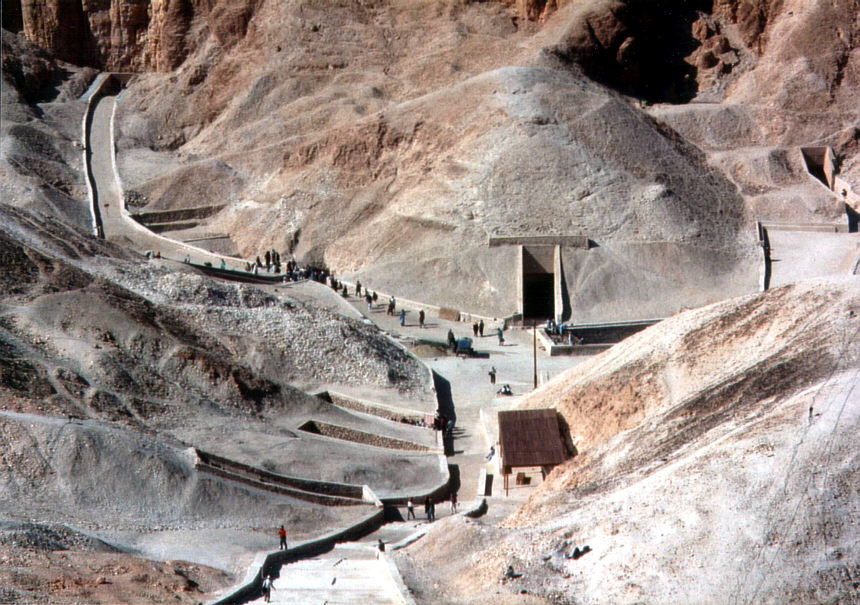
Entradas para túmulos escavados na rocha no Vale dos Reis na Necrópole de Tebas

O Egito Antigo é conhecido por várias necrópoles. As antigas práticas funerárias egípcias e crenças sobre a vida após a morte levaram à construção de várias necrópoles extensas para proteger os mortos no além. Essas necrópoles são, portanto, importantes sítios arqueológicos para a egiptologia.
Quase tão conhecida como Gizé é a Necrópole de Tebas, na margem oeste do Nilo em Tebas (moderna Luxor). Esta necrópole é conhecida pelos túmulos escavados na rocha do Vale dos Reis, o Vale das Rainhas, e os vários túmulos de nobres e outros do Novo Reino em diante. A Necrópole de Tebas é o lar de alguns dos poucos túmulos egípcios antigos que permaneceram essencialmente intactos até a descoberta por arqueólogos modernos, incluindo o Túmulo de Tutancâmon.
Outras antigas necrópoles egípcias dignas de nota são a necrópole de Saqqara, que abriga a Pirâmide de Degraus de Djoser e outros enterros reais; a necrópole de Dahshur, local da Pirâmide Vermelha de Sneferu, a mais antiga pirâmide "verdadeira"; e Abydos, local de uma necrópole contendo sepultamentos desde o Pré-dinástico até o Período Tardio. Um par de pequenas necrópoles de túmulos cortados em rocha de estilo tebano começaram a tomar forma a leste de Akhetaton (moderna Amarna) durante o período de Amarna do Novo Reino; embora pareça que os túmulos não foram usados para enterros devido ao colapso do regime de Amarna cerca de 20 anos após a fundação de Akhetaton, as decorações dos túmulos fornecem muitas informações sobre essa era da história egípcia antiga.

### Etrúria

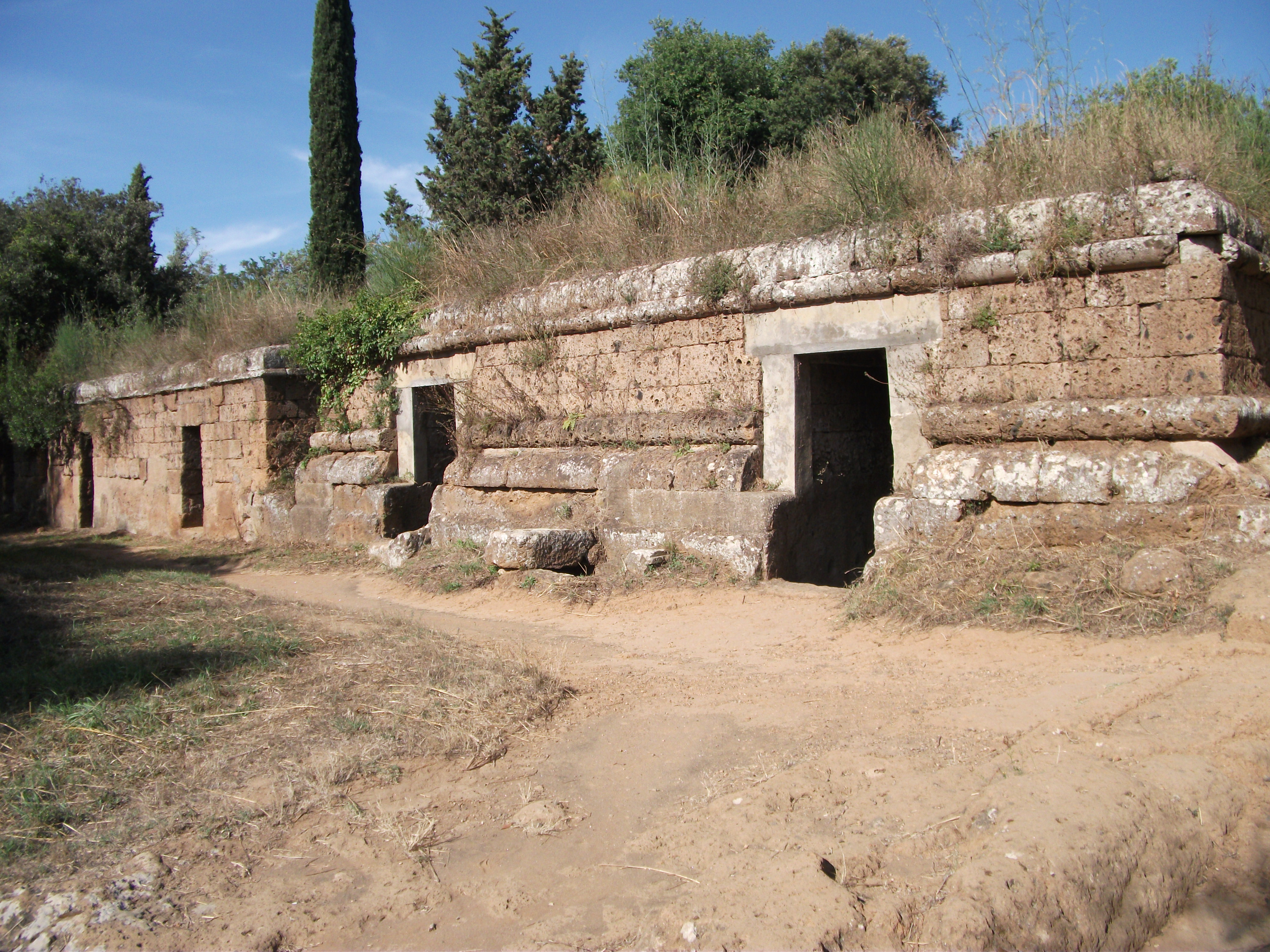
Tumuli são colocados ao longo de uma rua na necrópole Banditaccia de Cerveteri, Itália.

Os etruscos levaram o conceito de "cidade dos mortos" literalmente. O túmulo típico da necrópole de Banditaccia em Cerveteri consiste em um túmulo que cobre um ou mais túmulos subterrâneos escavados na rocha. Essas tumbas tinham várias câmaras e eram elaboradamente decoradas como casas contemporâneas. A disposição dos túmulos em uma grade de ruas deu-lhe uma aparência semelhante às cidades dos vivos. O historiador de arte Nigel Spivey considera o nome cemitério inadequado e argumenta que apenas o termo necrópole pode fazer justiça a esses sofisticados cemitérios. As necrópoles etruscas eram geralmente localizadas em colinas ou encostas de colinas.

### Micenas
No período grego micênico anterior à Grécia antiga, os enterros podiam ser realizados dentro da cidade. Em Micenas, por exemplo, os túmulos reais estavam localizados em um recinto dentro das muralhas da cidade. Isso mudou durante o período grego antigo, quando as necrópoles geralmente se alinhavam nas estradas fora de uma cidade. No entanto, existia algum grau de variação dentro do mundo grego antigo. Esparta foi notável por continuar a prática do enterro dentro da cidade.

### Pérsia
Naqsh-e Rustam é uma antiga necrópole localizada a cerca de 12 km (7,5 milhas) a noroeste de Persépolis, na província de Fars, Irã. O relevo mais antigo em Naqsh-i Rustam data de c. 1000 a.C. Embora esteja severamente danificado, mostra uma imagem fraca de um homem com um capacete incomum e acredita-se que seja de origem elamita. A representação faz parte de uma imagem maior, a maior parte da qual foi removida por ordem de Bahram II. Quatro túmulos pertencentes a reis aquemênidas são esculpidos na rocha a uma altura considerável acima do solo. Os túmulos são conhecidos localmente como as "cruzes persas", devido à forma das fachadas dos túmulos. Mais tarde, os reis sassânidas acrescentaram uma série de relevos rochosos abaixo das tumbas.

Naqsh-e Rustam. A ordem dos túmulos em Naqshe-e Rustam, da esquerda para a direita é: Dario II, Artaxerxes I, Dario I, Xerxes I.

## Atualidade
Necrópoles foram construídas nos tempos modernos. A maior necrópole em operação, remanescente do mundo da era vitoriana, por exemplo, é Rookwood Necropolis, fundada em 1867 no estado australiana de Nova Gales do Sul (Austrália). Um exemplo da era moderna é a vila norte-americana de Colma, Califórnia (Estados Unidos), a "Cidade do Silêncio".